# Centro Atlántico de Arte Moderno
El Centro Atlántico de Arte Moderno, (CAAM) és un museu dedicat a l'art contemporani situat al barri de Vegueta a la ciutat de Las Palmas de Gran Canaria, a les Canàries. Depèn del cabildo insular de Gran Canària. La seva principal política cultural està estructurada sobre el concepte de la "Tricontinental" o, cosa que és el mateix, la creença que el discurs perifèric que conforma una part substancial de la identitat canària té a veure amb la influència exercida per 3 grans discursos: el llatinoamericà, l'africà i l'europeu. Per això, una gran part de les obres de la seva col·lecció permanent (que no està exposada) estan adquirides basant-se en aquest trident discursiu. Així mateix, la Biblioteca Centre de Documentació, amb gairebé 57.000 volums d'art especialitzat, té una extensa col·lecció dedicada en exclusivitat a l'art i als creadors africans i llatinoamericans.

## Edifici
L'edifici és obra de l'arquitecte Francisco Javier Sáenz de Oiza però conserva les façanes originals de dues cases anteriors: la del número 11 neoclàssica i probablement obra de Manuel de León y Falcón, la del 9 amb traços geomètrics sobre cantería. L'interior de l'edifici, reformat i habilitat per convertir-se en espai expositiu, manté estructures que recorden un loselementos arquitectònics tradicionals més importants: el pati canari.

## Història
En CAAM s'inaugurà el 4 de desembre de 1989 amb una col·lecció inicial heretada del Cabildo de Gran Canària sustentada fonamentalment sobre fons de l'escola de Luján Pérez. La política d'adquisicions inicials orienta el desenvolupament de la Col·lecció cap al Grupo El Paso. Entre l'any 2000 i l'any 2004 La Col·lecció s'incrementa en unes 2000 peces amb l'adquisició de la col·lecció completa APM. En l'actualitat posseeix una col·lecció permanent d'unes 2600 obres, moltes d'elles provinents d'Amèrica, Àfrica i Europa. En el seu vintè aniversari, celebrat l'any 2010, el CAAM es troba en un procés de reformulació institucional que el portarà a convertir-se en fundació. Per això s'han traçat noves línies estratègiques que situïn al centre en una referència a nivell nacional i internacional. L'ambiciós projecte artístic i cultural del centre preveu ampliacions tant espacials com conceptuals, amb la incorporació de l'Observatori de les Arts Visuals i el Disseny i el Laboratori de Recerca.